# Алун Армстронг
Алан Армстронг (енгл. Alan Armstrong; рођен 17. јула 1946. у Енфилд Плејну, Грофовија Дарам), познатији као Алун Армстронг (енгл. Alun Armstrong), је енглески позоришни, филмски и телевизијски глумац.
Глумио је у филмовима Ухвати Картера (1971), Жена француског поручника (1981), Планета Крул (1983), Ђавољи рај (1989), Патриотске игре (1992), Храбро срце (1995), Успавана долина (1999), Повратак мумије (2001), Ван Хелсинг (2004), Ерагон (2006) и серијама Даунтонска опатија (2014), Пени Дредфул (2014).